# Stages (Cassadee Pope)
Stages è il secondo album in studio della cantante statunitense Cassadee Pope, pubblicato nel 2019.

## Tracce
1. Take You Home – 3:19
2. One More Red Light – 3:30
3. How I Feel Right Now – 3:07
4. Bring Me Down Town – 2:33
5. If My Heart Had a Heart – 3:22
6. FYI – 3:24
7. Distracted – 2:48
8. Gavi – 1:29
9. Don't Ask Me – 3:19
10. Still Got It – 3:34
11. I've Been Good – 3:28